# Linia kolejowa nr 347
Linia kolejowa nr 347 – zlikwidowana linia kolejowa, łącząca stację Malczyce ze stacją Malczyce Port.
Linia została wybudowana na początku XX wieku w celu połączenia węzła kolejowego w Malczycach z portem na Odrze. Wykorzystywana była głównie do transportu towarów i kruszywa w kierunku Zagłębia Wałbrzyskiego wzdłuż linii Malczyce–Marciszów. Z powodu likwidacji przemysłu wydobywczego w Zagłębiu Wałbrzyskim nastąpiło znaczne ograniczenie żeglugi towarowej na Odrze z wykorzystaniem portu w Malczycach co przyczyniło się najpierw do ograniczenia ruchu pociągów towarowych, następnie do zawieszenia ruchu pociągów.
W 2010 r. dokonano demontażu rozjazdu w stacji Malczyce, umożliwiającego wjazd do portu. Natomiast w 2011 r., podczas przebudowy linii kolejowej nr 275 zmieniono układ torowy stacji w taki sposób, że wjazd na linię nie jest już możliwy.